# 熱血硬派くにおくんSP 乱闘協奏曲
『熱血硬派くにおくんSP 乱闘協奏曲』(ねっけつこうはくにおくんスペシャル らんとうきょうそうきょく)は、2013年8月8日にアークシステムワークスから発売されたニンテンドー3DS用ソフト。パッケージ販売された3DS向けとしては『熱血硬派くにおくん すぺしゃる』に次いで2本目である。

## 概要
『熱血硬派くにおくん すぺしゃる』及び、『りき伝説』の続編。シリーズの生みの親である岸本良久による完全新作ストーリーとなっている。キャラクターは前作同様、2.5頭身のドット絵で描かれている。
本作ではりき、しんじ、みすずの中から一人を相棒として同行させる事が可能。前作ではNPCから受けていたクエストは「あるばいと」として受注する形式となった。また、遊び要素としてNPCを攻撃するとそれぞれ異なった反応を示すようになった。

## モード
すとーりー乱闘協奏曲
関東獅子連合との戦いの物語を描く本編。基本システムは前作と同じだが、今回は仲間を連れて歩けるようになった他、電車を利用して各地を移動する事が出来る。また、ボスと戦ったマップに再度行くと、そこで戦ったボスとの再戦も可能。
かちぬきかくとう
くにおくんシリーズのキャラクター達による4人対戦（ローカルプレイ&ダウンロードプレイ対応）で、前作のバトルロイヤルにあたるモード。使用可能キャラはストーリーモードで撃破する事で解禁される。
くらぶかつどう
こちらも4人対戦だが、かちぬきかくとうとは違ってボールをぶつけ合う『熱血高校ドッジボール部』のクラブ活動に近い形式となる。
ぎゃらりー
登場人物のプロフィールを閲覧したり、作中のBGMを試聴できる。

## ストーリー
くにおくんたちの住む東京近郊以外の他県は謎の武装集団「関東獅子連合」の傘下になってしまう。
くにおくんと仲間たちは平和を取り戻すため東京中を駆け回る。

## 登場人物
くにお
声 - 杉田智和
主人公。弱い者いじめや無関係な人物に対する暴力を嫌う正義の不良「熱血硬派」。東京制圧に乗り出した関東獅子連合を止めるべく戦いに身を投じる。
りき
花園高校の番長で、くにおのライバルである「連拳伝説」。本作ではくにおの相棒として共に戦う。
しんじ
暴走族「ブルーエンペラー」の総長「最速皇帝」。りきの中学時代の先輩でもある。今作ではくにお達の対バイク乗り用のトレーニングに協力した事がきっかけで同行を申し出る。くにおに呼び捨てにされる度に「俺は年上だぞ。さんを付けろ」と主張している。
みすず
太陽学園のスケ番で、くにおを上回る巨体の持ち主「怪物乙女」。くにおに協力を求められるがその理由が「たとえ敵でも女は殴りたくない」と言うものだった為、自分は女扱いされていないと怒り、一時はくにお達との喧嘩に発展するが、終結後は仲間になる。

### 敵キャラクター
「かちぬきかくとう」と「くらぶかつどう」ではプレイヤブルキャラクターとして登場。
さかた
花園高校元番長「舌先三寸」。『りき伝説』でりきに番長の座を追われて以来鳴りを潜めていたが、関東獅子連合の進攻に伴って再び動き出す。
わたる
花園高校No.2「腹黒策士」。りきの右腕だが、腹の底には野心を秘める。前作で改心したかに思われたものの、野望を諦めきれずさかたの策に乗る。
ぎんじし
関東獅子連合神奈川支部長。本名は「しろがね」。さかたとわたるを従えてくにお達に宣戦布告する。実はブルーエンペラーの元メンバーであり、しんじとも面識がある。
まじし
関東獅子連合栃木支部長。本名は「だて」。口数の少ない巨漢。常にホッケーマスクを着用している。
べにじし
関東獅子連合茨城支部長。本名は「べにばやし」。関東獅子連合幹部の紅一点で、多数のスケ番を従える。本人もアイドル並の美少女である。元バレー部。
うきょう
関東獅子連合千葉支部長を二人で務める双子「ツインレオ」の兄の方。本名は「あづま うきょう」。顔に傷がある。趣味は野球。
さきょう
「ツインレオ」の弟の方で、本名は「あづま さきょう」。兄と息の合ったコンビネーション攻撃を繰り出す。趣味はバスケ。
きんじし
関東獅子連合群馬支部長。本名は「かねだ」。若くしてベンチャー企業の社長と言う顔を持つ。東京侵略には興味は無く、喧嘩のスリルを味わう為に連合に参加している。ルーズな一面があり、一周目では結局最後まで姿を見せない（代わりに変装したさかたが現れる）。二周目以降のみ、本人と戦う事が出来る。
ししおう
関東獅子連合の埼玉支部長で、実質的なリーダー。本名は「しげまつ」。
さぶ
暴力団「三和会」の組長。前作の戦いでくにおに組を壊滅寸前まで追い込まれ、その時はくにおと和解したような素振りを見せたものの、実際は復讐の機会を窺っていた。本作の黒幕の一人。
りー
中国マフィア「レッドスネーク」のボスで、さぶの実の兄。弟と共謀して今回の事件を起こした。さぶと共に本作のラストボスを務める。

### サブキャラクター
ひろし
くにおの親友で、いじめられっ子「弱虫秀才」。彼がさかたとわたるに暴行された事が物語の発端となる。本編では冒頭のみの登場だが、「かちぬきかくとう」と「くらぶかつどう」ではプレイヤブルキャラクターとして登場する。
みさこ
熱血高校のマドンナ「可憐少女」。不良は大嫌いだが、前作以来くにおとは仲が良い。本作では彼女に話しかけると相棒を交代する事が出来る。
きょうこ
花園高校の生徒で、りきの彼女。『新・熱血硬派くにおたちの挽歌』以来の登場となる。気が強い性格で、りきの事を尻に敷いている。みさことは大の仲良し。一周目では台詞が一言あるのみだが、二周目以降は熱血高校前にやって来た彼女に話しかける事で操作キャラの変更が可能。
まどか
くにおのクラスの担任の「美人教師」。前作同様、喧嘩や遅刻の絶えないくにおに頭を悩ませている。

### ゲストキャラクター
本編ではNPCやアルバイトの対戦相手として登場し、「かちぬきかくとう」と「くらぶかつどう」のみプレイヤブルキャラクターとして使用できる。
ごうだ
宝陵高校の番格。非常に正義感の強い人徳者である。『ダウンタウン熱血物語』からの登場人物。
ごだい
谷花高校のボス。木刀が愛用武器。『ダウンタウン熱血物語』からの登場人物。
りゅういち
服部学園から冷峰学園に転校した「ダブルドラゴン兄弟」の兄。『ダウンタウン熱血物語』からの登場人物。
りゅうじ
服部学園から冷峰学園に転校した「ダブルドラゴン兄弟」の弟。『ダウンタウン熱血物語』からの登場人物。
すがた
熱血高校の生徒。さおとめと共に空き地で練習する様が寂しそうに見えたという理由で練習相手が募られている。『ダウンタウン熱血行進曲』からの登場。
さおとめ
花園高校の生徒。『ダウンタウン熱血行進曲』からの登場。
くまだ
虎島実業第四高校の生徒。はやみと共に運動会の練習をしていたが、近所迷惑なので討伐依頼が出された。『ダウンタウン熱血行進曲』からの登場。
はやみ
隼商業高校の生徒。『ダウンタウン熱血行進曲』からの登場。
へいるまん
アイスランドチームのキャプテン。『熱血高校ドッジボール部』からの登場。
もるどふ
ロシアチームのキャプテン。『熱血高校ドッジボール部』からの登場。
んじょも
アフリカ（後のシリーズではケニア）チームのキャプテン。『熱血高校ドッジボール部』からの登場。
ジョニー
オクラホマハイスクールのキャプテン。『びっくり熱血新記録』からの登場人物。
ラファエル
オクラホマハイスクールのサブキャプテン。『びっくり熱血新記録』からの登場人物。
とらいち
「ダブルタイガー兄弟」の兄。『熱血格闘伝説』からの登場人物。
とらじ
「ダブルタイガー兄弟」の弟。『熱血格闘伝説』からの登場人物。
よりつね
服部学園サッカー部所属。『熱血高校ドッジボール部 サッカー編』からの登場人物。
とびやま
北海道・大雪山高校のアイスホッケー部キャプテン。『いけいけ熱血ホッケー部』からの登場人物。
つるまつ
何故か現代にタイムスリップしてきた江戸時代の人間。くにおの事をくに政と間違える。『くにおくんの時代劇だよ全員集合』からの登場人物。
にざえもん
現代にタイムスリップしてきた『くにおくんの時代劇だよ全員集合』からの登場人物。
おかだ
暴走族「武赦紋漸（むしゃもんぜん）」の特攻隊長兼副総長。『りき伝説』の登場人物。
まえざわ
武赦紋漸の総長。『りき伝説』の敵役で、同作の宣伝もする。本人曰く今は以前ほど過激な活動はしていないらしい。
あぼぼ
『ダブルドラゴン』からの出演。物語終盤の同作をモチーフとしたステージにて最後に戦う事になる。二周目以降では肌が緑色になって強化される。「かちぬきかくとう」と「くらぶかつどう」では使用出来ない。